# Ачи Бонакорси
Ачи Бонакорси (итал. Aci Bonaccorsi) је насеље у Италији у округу Катанија, региону Сицилија.
Према процени из 2011. у насељу је живело 3143 становника. Насеље се налази на надморској висини од 364 м.

## Становништво
Према резултатима пописа становништва 2011. у општини је живело 3.200 становника.
| 1931. | 1936. | 1951. | 1961. | 1971. | 1981. | 1991. | 2001. | 2011. |
| ----- | ----- | ----- | ----- | ----- | ----- | ----- | ----- | ----- |
| 1.694 | 1.739 | 1.693 | 1.910 | 2.048 | 2.223 | 2.360 | 2.549 | 3.200 |